# مار زهرافکن
مار زهرافکن (که در انگلیسی به نام‌های Gaboon viper, butterfly adder، forest puff adder، swampjack، معروف است) نوعی مار است که خطرناک‌ترین زهرها را در میان دیگر مارهای زهردار دارد.
دندان‌های نیش این افعی‌ها بزرگ‌ترین دندان نیش بین تمام مارهاست. این مارها می‌توانند با هر بار حمله سم مورد نیاز برای کشتن سی انسان را تزریق کنند.

## مشخصات
میانگین طول بالغ آن‌ها ۱۵۲–۱۲۲ سانتی‌متر است که حداکثر به ۲۰۵ سانتی‌متر می‌رسد

| طول کلی             | ۱۷۴ سانتی‌متر (۶۹ اینچ)   |
| عرض سر              | ۱۲ سانتی‌متر (۴٫۷ اینچ)   |
| قطر شکم             | ۳۷ سانتی‌متر (۱۴٫۶۵ اینچ) |
| وزن (در حالت ناشتا) | ۸٫۵ کیلوگرم (۱۹ lbs)     |